# A̍
Cette page contient des caractères spéciaux ou non latins. S’ils s’affichent mal (▯, ?, etc.), consultez la page d’aide Unicode.
A̍ (minuscule : a̍), appelé A ligne verticale, est une lettre utilisée dans l'écriture du monégasque, dans la standardisation et uniformisation de l’orthographe au Congo-Kinshasa, par exemple en ngbaka minangende, dans l’écriture du dowayo au Cameroun, dans la romanisation pe̍h-ōe-jī et dans le système de romanisation taïwanais pour l’écriture du minnan.
Elle est formée de la lettre A diacritée d’une ligne verticale.

## Utilisation

### Monégasque
En monégasque, l’orthographe utilise la ligne verticale pour indiquer l’accent tonique irrégulier, c’est-à-dire lorsqu’il n’est pas sur l’avant-dernière syllabe pour les mots terminés par une voyelle et la dernière syllabe pour les mots terminés par une consonne. Par exemple, la lettre a̍ est utilisée dans le mot identita̍, « identité ».

### Standardisation au Congo-Kinshasa
La standardisation et uniformisation de l'orthographe du Congo-Kinshasa utilise la ligne verticale pour indiquer le ton moyen dans les langues tonales ayant besoin de le distinguer. Le ‹ a̍ › représente un ‹ a › avec un ton moyen.

### Pe̍h-ōe-jī et système de romanisation taïwanais
Dans le pe̍h-ōe-jī et le système de romanisation taïwanais utilisé pour écrire le minnan, le ‹ a̍ › représente un ‹ a › avec le ton 8 a˥˥.

## Représentations informatiques
Le A ligne verticale peut être représente avec les caractères Unicode suivants :
- décomposé (latin de base, diacritiques) :

| formes    | représentations | chaînes de caractères | points de code | descriptions                                                  |
| --------- | --------------- | --------------------- | -------------- | ------------------------------------------------------------- |
| capitale  | A̍               | A◌̍                    | U+0041 U+030D  | lettre majuscule latine a diacritique ligne verticale en chef |
| minuscule | a̍               | a◌̍                    | U+0061 U+030D  | lettre minuscule latine a diacritique ligne verticale en chef |

## Sources
- (en) Department of Language Education of Nationa Taitung Teachers College, Draft of Proposal to add Latin characters required by Latinized Taiwanese Holo Language to ISO/IEC 10646, 11 mars 2002.
- (en) Te Khai-su, Taiwan Protocol and Michael Everson, Proposal to add Latin characters required by Latinized Taiwanese languages to ISO/IEC 10646, 26 juin 1997
- Dominique Salvo-Cellario, « Écrire en monégasque : l’orthographe »